# 阿巴爾 (科羅拉多州)
阿巴爾（英語：Abarr）是位於美國科羅拉多州尤馬縣的一個非建制地區。該地的面積和人口皆未知。

## 地理
阿巴爾的座標為39°51′00″N 102°42′02″W / 39.85000°N 102.70056°W，而該地的平均海拔高度為1293米（即4242英尺）。